# Antoine-Rambert Dumarest
Antoine-Rambert Dumarest, né à Paris en 1820 et mort le 15 avril 1877 à Marseille, est un peintre français.

## Biographie
Élève de Merry-Joseph Blondel, il participe à divers Salons, dont le Salon de 1857, puis sa trace se perd après 1868, néanmoins on trouve des peintures des plafonds d’un hôtel particulier 163 rue Paradis à Marseille datés de 1872, et bien qu'une toile nommé Portrait d'élégante soit signée de son nom en 1904.

## Œuvres
- Christ mort, 1852
- Lever de Lune, 1867
- Saint Vincent de Paul, huile sur toile, 1868, Mairie de Sens
- Portrait d'élégante, 1904 (Voir)
- Napoléon dictant des ordres à un officier
- Intérieur de caverne, 1854
- Portrait d'enfant en pied, 1850
- Portrait d'homme, 1850
- Vue intérieure d'une arcade du Colysée à Rome, 1850